# テトリス (ゲームボーイ)
- Tetris[注 1]

『テトリス』 (TETRIS) は、任天堂が開発し1989年6月14日に発売されたゲームボーイ用落ち物パズルゲーム。

## 概要
1984年にアレクセイ・パジトノフが考案した『テトリス』は、以降、各社がライセンスを取得し派生作品を発売しているが、本作は初の携帯型ゲーム機向け作品で、通信ケーブルで本体同士をつないで対戦を行うことができる。
開発には、プロデューサーの横井軍平、ディレクターの岡田智、音楽の田中宏和といった、ゲームボーイ本体の基本設計に携わったスタッフがかかわっている。
販売本数は約424万本で、ゲームボーイ用ソフト単体およびパズルゲームとしての売り上げ本数で第1位となり、ゲームボーイ本体の普及に大きく貢献した。
2011年12月28日からニンテンドー3DSのバーチャルコンソールでも配信されたが、2014年12月31日に配信を終了した。2023年2月9日から配信のNintendo Switch Online加入者向けのソフト『ゲームボーイ Nintendo Switch Online』に収録されている。

## ゲーム内容

### システム
1人プレイでは「A-TYPE」と「B-TYPE」の2つのモードがあり、A-TYPEはゲームオーバーになるまでラインを消し続けてハイスコアを競うモードであるのに対し、B-TYPEは25ラインを消し終えた際のスコアを競うモードとなっている。
2人プレイでは先に一定のライン数を消すか、相手プレイヤーのブロック画面いっぱいになるまでせり上げるのを競うモードとなっており、ここで史上初めて対戦プレイの要素が導入された。
LEVELは0から9まであり、9は1番難易度が高い。

### ゲームモード

#### 1-PLAYERゲーム
A-TYPEゲーム
積み上げたブロックがフィールドの最上段まで達し、次のブロックが出てくる所がつまるまで延々と続けるモード。
こちらのモードのみ、規定以上の段を消す事で通常では選択できないLEVEL10以降へもレベルアップしていく。
B-TYPEゲーム
LEVEL0〜9とHIGH1〜5の組み合わせから選び、25ライン消して得点を競うモード。25ライン全てを消し終えた時点で得点を清算する。LEVEL9をクリアした時、HIGHの数値で音楽と画面が変化する。

#### 2-PLAYERゲーム
1Pがマリオ、2Pがルイージとなって相手より先に30ライン消すか、相手のブロックを先にフィールドの上まで押し上げてしまえば1ゲーム勝ちとなり、先に4ゲーム取った方が勝利となる。
本体とカートリッジが2個ずつあれば対戦が出来る。

## 移植版
| タイトル                            | 発売日                        | 対応機種                         | 開発元 | 発売元 | メディア                              | 出典  |
| ----------------------------------- | ----------------------------- | -------------------------------- | ------ | ------ | ------------------------------------- | ----- |
| テトリス                            | 2011年12月22日 2011年12月28日 | ニンテンドー3DS                  |        | 任天堂 | ダウンロード （バーチャルコンソール） | [ 5 ] |
| ゲームボーイ Nintendo Switch Online | 2023年2月8日 2023年2月9日     | Nintendo Switch/Nintendo Switch2 |        | 任天堂 | ダウンロード                          | [ 6 ] |

## 音楽
BGMはA-TYPE、B-TYPE、C-TYPE、OFFがあり、この4種類から選択したゲームを開始する。初期型（初期のカートリッジ版）と後期型（中期以降のカートリッジ版とバーチャルコンソール版）ではA-TYPEの曲が異なっており、ゲームボーイ版における後期型のBGMであるロシア民謡の「コロベイニキ」（以下、コロブチカ）がテトリスそのものを連想させる音楽として世界中に定着したため、近年のテトリス作品におけるCM曲にも採用されている。
C-TYPEではJ.S.バッハ作曲の『フランス組曲第3番ロ短調 BWV814』の「メヌエット」が使用されており、ゲームクリアBGMではチャイコフスキー作曲のバレエ音楽『くるみ割り人形』の「ロシアの踊り（トレパック）」が使用されている。
使用されている任天堂のゲームタイトル
『大乱闘スマッシュブラザーズX』 - ステージの1つ「ルイージマンション」のBGMとして、A-TYPEとB-TYPEの編曲が使用されている。テトリスとは直接関係がないが、テトリスBGMとしてのコロブチカを世界中に浸透した企業の作品のため、テトリス社の商標利用許諾を受けていた。
『テトリスDS』 - レコード画面や1人用モードなど、至る所で使用されている。

## スタッフ
- 原作：アレクセイ・パジトノフ
- エグゼクティブ・プロデューサー：山内溥、荒川實
- プロデューサー：横井軍平
- 音楽：田中宏和
- ディレクター：岡田智
- グラフィック・デザイナー：松岡洋史
- プログラマー：山本雅央

## 評価
ゲーム誌『ファミコン通信』の「クロスレビュー」では合計27点、『ファミリーコンピュータMagazine』の読者投票による「ゲーム通信簿」での評価は以下の通り、25.02点（満30点）となっている。また、同雑誌1991年5月24日号特別付録の「ゲームボーイ オールカタログ」では、本作が空前のパズルゲームブームを引き起こした事や、ゲームボーイ本体の売上を大幅に上昇させた事などに触れた他、ファミリーコンピュータやワードプロセッサ、パソコン、電子手帳など多岐に亘り移植された事に触れた上で「ゲームボーイ版の人気はかなり高い」と主張した。また本作において最も面白いのは対戦モードであると称賛した。
| 項目 | キャラクタ | 音楽 | 操作性 | 熱中度 | お買得度 | オリジナリティ | 総合  |
| 得点 | 3.46       | 4.03 | 4.36   | 4.61   | 4.41     | 4.15           | 25.02 |